# 永安青冈
永安青冈（学名：Cyclobalanopsis yonganensis）为壳斗科青冈属下的一个种。